# Déhalage
Le déhalage d'un navire est l'action qui consiste à faire changer sa position (le long d'un quai) en se servant des aussières (amarres). On parle également de déhalage lorsqu'un navire passe d'un quai à l'autre en utilisant ses moteurs, cette opération s'effectue avec l'aide des remorqueurs ( selon sa taille et les conditions météorologique) et des lamaneurs.

## Origine
Avant l'avènement de la machine à vapeur et du remorquage, les navires voiliers qui effectuaient alors le transport commercial, étaient placés à leur poste à quai, et inversement redirigés vers la sortie du port, par des hommes : les "haleurs". Cette opération qui engage la sécurité du navire était effectuée sous les ordres des officiers de port.